# Готце, Иоганн Фридрих фон
Иоганн Конрад Фридрих фон Готце (нем. Johann Konrad Friedrich von Hotze; 20 апреля 1739, Рихтерсвиль — 25 сентября 1799) — австрийский военачальник, барон.

## Биография
Родился 20 апреля 1739 года в Рихтерсвиле и происходил из швейцарцев реформатского вероисповедания, его отец был врачом. Образование получил в Тюбингенском университете.
Начал службу в 1758 году прапорщиком в вюртембергских войсках.
В 1759 году перешёл на русскую службу и в 1768—1774 годах принимал участие в войне с Турцией; за отличие был 21 июня 1774 года произведён в премьер-майоры Его Императорского высочества кирасирского полка.
В 1778 году Готце, по приглашению императора Иосифа II, перешёл в австрийскую службу с чином майора и в 1783 году произведён в подполковники. Переведённый в 1786 году в Галицию, Готце получил в командование 8-й драгунский полк и некоторое время провёл в командировке в России.
По возвращении Готце был сделан воспитателем наследника престола эрцгерцога Франца, который, став императором, пожаловал Готце баронский титул и в 1793 году произвёл его в генерал-майоры.
Во время войны Первой коалиции, Готце отличился в 1793 году при первой битве при Висамбуре и за это дело был награждён орденом Марии Терезии, а в 1795 году, командуя отдельным отрядом, взял Мангейм и одержал победы при Эдисгафене и Кайзерслаутерне. За Мангеймское дело он получил чин фельдмаршал-лейтенанта, звание, необычное для человека из неаристократической семьи. 
В 1796 году Готце был назначен командующим Верхне-Рейнской армией, оперировавшей против армии Журдана, которую он и заставил отступить за реки Лан и Зич, после кровопролитного боя при Мальше. В сражении при Эттлингене он успешно оборонял свои позиции от атак Моро, а в бою при Нересгейме, командуя центром австрийского боевого порядка, выбил французов из всех их позиций (в центре) и много способствовал поражению неприятеля на правом фланге. Был награждён командорским крестом ордена Марии Терезии. Затем Готце, командуя авангардом в армии эрцгерцога Карла, с отличием сражался при Неймаркте, Лауфе, Бурге, Эберахе и в сражении при Вюрцбурге.
В 1799 году был назначен командовать 25-тысячным корпусом, защищавшим швейцарско-германскую границу от вторжения Массены. Завладев Люциенштейгом и разбив французов в боях при Диссентисе и Винтертуре, Готце соединился с эрцгерцогом Карлом и много способствовал победе последнего под Цюрихом 4-7 июня 1799 года, но при вторичном наступлении Массена к Цюриху Готце 25 сентября был убит во время проведения рекогносцировки под Шенисом на реке Линт.
Готце принадлежит «Описание похода фельдмаршала Вурмзера на Верхний Рейн».